# Спартак (футбольный клуб, София)
«Спартак» (София) (болг. ФК Спартак (София)) — бывший болгарский футбольный клуб из города София. Основан в 1947 году, прекратил существование в 2007 году. Домашние матчи проводил на стадионе «Раковски», вмещающем около 5000 зрителей.

## История
В 1944 году два столичных болгарских клуба — «Раковски», основанный в 1910 году и ФК 13, основанный в 1913 году, обладатель Кубка Болгарии 1938 и 1940 годов, — объединились в общую команду. А уже в 1947 году объединённый клуб вместе с клубом «Юноша» попал под опеку болгарского МВД, из-за чего был переименован в «Спартак».
В сезоне 1948/49 годов «Спартак» дебютировал в высшей болгарской лиге, но был исключен после одного розыгрыша, несмотря на занятое пятое место в итогам сезона.
В 1951 году команда вернулась в элитную лигу и дважды подряд стала вице-чемпионом Болгарии. Наибольшего успеха команда достигла в 1968 году, выиграв Кубок Болгарии. Это позволило команде квалифицироваться в Кубок обладателей кубков 1968/69 годов.
Однако из-за ввода войск в Чехословакию клубы Западной Европы отказались играть с клубами стран Соцлагеря в розыгрыше еврокубков. В результате УЕФА вынуждено было проводить новую жеребьевку, в которой команды стран Варшавского договора должны были встретиться в первом раунде между собой. В знак протеста команды из Болгарии, Восточной Германии, Венгрии, Польши и СССР бойкотировали турнир, из-за чего «Спартак», как и его соперник из ГДР — «Унион» (Берлин) — на турнире не сыграли.
22 января 1969 года команда прекратила свое самостоятельное существование, слившись с клубом «Левски» под названием «Левски-Спартак». С 1990 года команда «Спартак» была восстановлена и играла в любительских лигах. С 2005 года она вернула старое название «Левски-Спартак»; впрочем, уже в 2007 году она прекратила свое существование, объединившись с клубом «Локомотив 101» (София).

## достижения
Чемпионат Болгарии
Вице-чемпион : 1951 и 1952
Кубок Болгарии
Обладатель: 1968
Финалист: 1952, 1967
Балканский кубок
Финалист: 1968

## Статистика в высшем дивизионе
| Сезон   | Место |  | Сезон   | Место |
| ------- | ----- |  | ------- | ----- |
| 1948/49 | 5.    |  | 1961/62 | 5.    |
| 1951    | 2.    |  | 1963/64 | 13.   |
| 1952    | 2.    |  | 1964/65 | 13.   |
| 1953    | 12.   |  | 1965/66 | 4.    |
| 1956    | 9.    |  | 1966/67 | 4.    |
| 1957    | 11.   |  | 1967/68 | 4.    |
| 1959/60 | 11.   |  | 1968/69 | 7.    |